# Gelugor
Gelugor is een stad in de Maleisische deelstaat Penang.
Gelugor telt 13.000 inwoners.